# Platanthera mixta
Platanthera mixta là một loài thực vật có hoa trong họ Lan. Loài này được Efimov mô tả khoa học đầu tiên năm 2006.